# University of Kentucky Women's Volleyball
La University of Kentucky Women's Volleyball o Kentucky Wildcats Women's Volleyball è la squadra pallavolo femminile appartenente alla University of Kentucky, con sede a Lexington (Kentucky): milita nella Southeastern Conference della NCAA Division I.

## Storia
Il programma di pallavolo femminile della University of Kentucky nasce nel 1977. Due anni dopo viene affiliato alla Southeastern Conference, dove conquista dieci titoli di conference, tra il 1979 e il 2021; inoltre, nel 1991, arriva il primo successo al di fuori dei confini della propria conference, quando le Wildcats trionfano al NIVC. Durante il torneo NCAA Division I 2020, dopo numerosi approdi alle Sweet Sixteen e alle Elite Eight, le Wildcats centrano la prima qualificazione a una Final-4 della propria storia: eliminano quindi la Washington in semifinale e si laureano per la prima volta campionesse nazionali sconfiggendo la Texas in quattro set.

## Palmarès
- NCAA Division I: 1

2020
- NIVC: 1

1991

## Record
| Piazzamento          |    | Edizione                                                                                                 |
| -------------------- | -- | --- |
| Tornei NCAA          | 26 | Vincitrice: 1 2020                                                                                       |
| Tornei NCAA          | 26 | Elite Eight: 4 1983, 1987, 2017, 2024                                                                    |
| Tornei NCAA          | 26 | Sweet Sixteen: 10 1988, 1990, 1992, 2009, 2011, 2012, 2018, 2019, 2022, 2023                             |
| Tornei NCAA          | 26 | Secondo turno: 6 1993, 2006, 2013, 2014, 2016, 2021                                                      |
| Tornei NCAA          | 26 | Primo turno: 5 2005, 2007, 2008, 2010, 2015                                                              |
| Titoli di conference | 13 | Southeastern Conference: 13 1979, 1980, 1983, 1987, 1988, 2017, 2018, 2019, 2020, 2021, 2022, 2023, 2024 |

## Conference
- Southeastern Conference: 1979-

## National Player of the Year
- Madison Lilley (2020)

## National Coach of the Year
- Kathy DeBoer (1987)
- Craig Skinner (2020)

## All-America

### First Team
- Karolyn Kirby (1983)
- Marsha Bond (1983)
- Leah Edmond (2017, 2019)
- Madison Lilley (2020)
- Avery Skinner (2020)
- Alli Stumler (2020)
- Brooklyn DeLeye (2024)

### Second Team
- Annette Ewasek (1987)
- Lisa Bokovoy (1988)
- Jane Belanger (1993)
- Sarah Rumely (2009)
- Stephanie Klefot (2011)
- Whitney Billings (2012, 2013)
- Morgan Bergren (2014)
- Madison Lilley (2017, 2018, 2019)
- Leah Edmond (2018)
- Azhani Tealer (2020, 2022)
- Emma Grome (2021, 2022, 2023, 2024)
- Alli Stumler (2021)

### Third Team
- Leah Edmond (2016)
- Alli Stumler (2019)
- Gabrielle Curry (2020)
- Adanna Rollins (2022)
- Reagan Rutherford (2022, 2023)

## Allenatori
- Delphine Nemeth: 1977-1981
- Marilyn McReavy-Mary Joan Peppler: 1982-1983
- Kathy DeBoer: 1984-1992
- Fran Flory: 1993-1997
- Jona Braden: 1998-2004
- Craig Skinner: 2005-